# Sinchon
Sinch'ŏn County é um condado na província de Hwanghae Sul, na Coreia do Norte.  

## Geografia
Sinch'ŏn é limitado ao norte por Anak, a oeste por Samch'ŏn e T'aet'an ao sul por Pyŏksŏng e Sinwŏn e a leste por Chaeryŏng . A maior parte da área em Sinch'ŏn é composta de planícies planas, com montanhas formando suas fronteiras. O ponto mais alto é o Monte Ch'ŏnbong, de 627 metros.
Existem várias fontes termais famosas em Sinch'ŏn, incluindo as nascentes de Sinch'ŏn e Kŭlloja. O condado é também o lar do famoso templo budista Chahyesa, fundado em 1572. 

## História
A dinastia Koryo nomeou a área ocupada por Sinch'ŏn como Sinju. Recebeu seu nome atual sob a dinastia Yi em 1413. Em 1909, Sinch'ŏn foi anexado a Munhwa, agora não mais existente. A forma atual do condado foi resolvida nas mudanças de redistritamento de 1952, nas quais sua parte oriental foi anexada ao recém-formado condado de Samch'n. 
No início da Guerra da Coreia, em 1950, a cidade de Sinch'ŏn era supostamente o local de um massacre de civis ocupando as forças dos EUA (ver Massacre de Sinchon). Fontes norte-coreanas afirmam que o número de civis mortos durante o período de 52 dias foi de mais de 35.000 pessoas, o equivalente a um quarto da população do município de Sinchon. O governo norte-coreano opera o Museu Sinchon de Atrocidades de Guerra Americana na cidade de Sinch'n desde 1958, exibindo relíquias e restos do incidente. Historiadores sul-coreanos contestam este relato, dizendo que as mortes estavam nas mãos das forças de segurança de direita. Nenhuma evidência foi encontrada para apoiar as alegações norte-coreanas de que um general americano dirigiu o massacre. 

## Transporte
O condado é servido pela Linha Ŭllyul da Ferrovia do Estado da Coreia, com as estações Paeksŏk, Sinch'ŏn Onch'ŏn, Sinch'ŏn e Hwanghae Ryongmun. Há também uma rodovia que atravessa Sinch'ŏn-ŭp. 

## Divisões
O município é dividido em uma cidade (ŭp) e 31 aldeias (ri).
|              | Chosŏn'gŭl | Hancha   |
| ------------ | ---------- | -------- |
| Sinch'ŏn-ŭp  | 신천 읍    | 信川邑   |
| Changjae-ri  | 장재리     | 長財里   |
| Chinam-ri    | 지남리     | 指南里   |
| Ch'ŏngsal-li | 청산리     | 青山里   |
| Hoam-ri      | 호암리     | 虎岩里   |
| Hwasal-li    | 화산리     | 花山里   |
| Kŏnsal-li    | 건산리     | 乾山里   |
| Kŭlloja -ri  | 근로 자리  | 勤勞者里 |
| Myŏngsa-ri   | 명 사리    | 明沙里   |
| Myŏngsŏng-ri | 명석 리    | 明石里   |
| Onch'ŏl -li  | 온천리     | 溫泉里   |
| Paeksŏng-ri  | 백석리     | 白石里   |
| Palsal-li    | 발산리     | 鉢山里   |
| Panjŏng-ri   | 반정리     | 泮亭里   |
| Pog'u-ri     | 복 우리    | 福隅里   |
| Raengjŏng-ri | 랭 정리    | 冷井里   |
| Ri'mong-ri   | 리 목리    | 梨木里   |
| Ryongdang-ri | 룡 당리    | 龍塘里   |
| Ryongsal-li  | 룡 산리    | 龍山里   |
| Sach'ang-ri  | 사창리     | 司倉里   |
| Saegil-li    | 새길 리    | 새길里   |
| Saenal-li    | 새 날리    | 새날里   |
| Sŏkdang-ri   | 석당리     | 石塘里   |
| Sŏkkyo-ri    | 석교리     | 石橋里   |
| Song'o-ri    | 송 오리    | 松梧里   |
| Sŏwŏl-li     | 서원리     | 書院里   |
| Tongryŏng-ri | 동령 리    | 東嶺里   |
| Torang-ri    | 도락 리    | 道樂里   |
| Uryong-ri    | 우룡 리    | 牛龍里   |
| Usal-li      | 우산리     | 牛山里   |
| Wŏlsŏng-ri   | 월성리     | 月城里   |
| Wŏnam-ri     | 원암리     | 猿岩里   |

## Cidades gêmeas
Sinchon é geminada com Kragujevac, Sérvia desde 1976.